# سیارک ۸۴۲۲
سیارک ۸۴۲۲ (به انگلیسی: 8422 Mohorovicic، نامگذاری:1996XJ26) هشت هزار و چهارصد و بیست و دومین سیارک کشف شده‌است که در ۵ دسامبر ۱۹۹۶ کشف شد.
قدر مطلق سیارک برابر ۲۳.۴ است.